# Quasqueton, Iowa
Quasqueton, Iowa (енгл. Quasqueton) град је у америчкој савезној држави Ајова. По попису становништва из 2010. у њему је живело 554 становника.

## Демографија
Према попису становништва из 2010. у граду је живело 554 становника, што је -20 (-3.5%) становника више него 2000. године.
| Група             | 2000.       | 2010.       |
| Белци             | 552 (96,2%) | 535 (96,6%) |
| Афроамериканци    | 8 (1,4%)    | 5 (0,9%)    |
| Азијати           | 1 (0,2%)    | 1 (0,2%)    |
| Хиспаноамериканци | 5 (0,9%)    | 4 (0,7%)    |
| Укупно            | 574         | 554         |